# Le Jour (Wiesel)
Pour les articles homonymes, voir Le Jour.
Le Jour, initialement publié en 1962 aux États-Unis sous le titre de The Accident, est le dernier livre de la trilogie Un di Velt Hot Geshvign d'Elie Wiesel.
Il s'agit d'une fiction, librement inspirée de la vie de l'auteur, d'un survivant de la Shoah renversé par un taxi à New York (ce qui fut le cas d'Elie Wiesel, un an après son arrivée aux États-Unis). Pendant sa convalescence, le personnage principal réfléchit à ses relations et à ses expériences pendant la guerre.